# Johann Michael Kändtel
Johann Michael Kändtel (auch Kändel oder Kentel) (* vor 1708; † nach 1741) war ein deutscher Orgelbauer im 18. Jahrhundert mit Werkstattsitz in Bergzabern und später Rheinzabern. Er arbeitete hauptsächlich an Orgeln in der Pfalz und dem Elsass.

## Leben und Werk
Die genauen Lebensdaten Kändtels sind der Fachwelt bisher unbekannt. Er ist um die 1720er und 1730er Jahre in Bergzabern und später in Rheinzabern nachweisbar.
Es ist belegt, dass er im Zuge des ihm übertragenen Neubaus der Orgel des Hagenauer Augustinerklosters mehrfach den elsässischen Orgelbauer Andreas Silbermann bat, sich die Orgel anzusehen. Dieser lehnte jedoch ab, da er nichts Übles über dessen aus seiner Sicht „elende Arbeit“ sagen wollte. Später schrieb sein Sohn Johann Andreas Silbermann zu der Orgel: „Als ich 1734 die Orgel der Schwestern stimmte, ging ich hin: Corpus aus Tanne, 8’-Prospekt, Claviatur schwergängig, zwei Jahre Arbeit!“.
Weiter ist belegt, dass Kändtels Frau sowie sein Sohn bei seinem Handwerk mitarbeiteten. So vereinbarte er für Arbeiten an der Orgel der St.-Michael-Kirche in Weißenburg eine Zahlung von 15 Gulden (fl.). Da Kändtel nur Wasser trank, erhielt er von Rector Schäfer weitere 6 fl. Auch gab dieser zusätzlich Kändtels Frau 2 fl., da sie 14 Tage lang die Bälge zog.

## Werkliste (unvollständig)

### Neubauten
| Jahr | Ort         | Gebäude                                  | Bemerkungen                                                                     |
| ---- | ----------- | ---------------------------------------- | ------------------------------------------------------------------------------- |
| 1708 | Edenkoben   | Vorgängerbau der Protestantischen Kirche | 1757 nach Lachen verkauft                                                       |
| 1725 | Bellheim    | St. Nikolaus                             | 1826 in die Fußgönheimer St.-Jakobus-Kirche versetzt                            |
| 1725 | Rheinzabern | Vorgängerbau von St. Michael             | 1789 im Zuge eines Neubaus der Kirche von Johann Michael Stiehr (Seltz) ersetzt |
| 1728 | Hagenau     | Augustinerkloster                        |                                                                                 |

### Reparaturen, Wartungen, Stimmungen
| Jahr      | Ort        | Gebäude            | Bemerkungen                                        |
| --------- | ---------- | ------------------ | -------------------------------------------------- |
| 1725      | Lauterburg | Katholische Kirche | Wartung                                            |
| 1735      | Weißenburg | St. Michael        | Arbeiten an der Orgel der Reformierten             |
| 1732–1737 | Lauterburg | Katholische Kirche | Stimmung mit seinem Sohn                           |
| 1727–1741 | Bergzabern |                    | Arbeit an der Orgel der Reformierten in Bergzabern |